# Aleksandr Vassíliev (historiador)
Aleksandr Aleksàndrovitx Vassíliev (rus: Алекса́ндр Алекса́ндрович Васи́льев; 4 d'octubre del 1867 E. A.) - 30 de maig del 1953) fou la major eminència de mitjans del segle xx en l'estudi de la història i cultura de l'Imperi Romà d'Orient. La seva History of the Byzantine Empire és un dels pocs relats exhaustius de tota la història romana d'Orient, d'envergadura comparable a les que escrigueren Edward Gibbon i Fiódor Uspenski.
Nasqué a Sant Petersburg. Estudià sota la tutela d'un dels primers bizantinistes professionals, Vassili Vassilievski, de la Universitat de Sant Petersburg, i més tard hi donà classes d'àrab. Entre el 1897 i el 1900 prosseguí la seva educació a París. El 1902 acompanyà Nicholas Marr en el seu viatge al Monestir de Santa Caterina del Sinaí.
Durant la seva estada a la Universitat de Tartu (1904-1912), elaborà i publicà una monografia molt influent, Byzantium and the Arabs (1907). Així mateix, treballà a l'Institut Arqueològic Rus, fundat per Fiódor Uspenski a Constantinoble. El 1912 esdevingué catedràtic de la Universitat de Sant Petersburg. El 1919 fou elegit membre de l'Acadèmia Russa de les Ciències.
El 1925, durant una visita a París, Mikhaïl Rostóvtsev el convencé d'emigrar a Occident. El mateix Rostóvtsev li trobà una feina a la Universitat de Wisconsin-Madison. Unes dècades més tard, Vassíliev se n'anà a treballar a Dumbarton Oaks. Ja en el crepuscle de la seva vida, fou elegit president de l'Institut Nikodim Kondakov de Praga i de l'Association Internationale des Études Byzantines.

## Obres
- Slavs in Greece (1898)
- The Latin Sway in the Levant (1923)
- History of the Byzantine Empire: Vol. 1: Constantine to the Crusades (1925 en rus; 1929 i altres edicions en anglès)
- History of the Byzantine Empire: Vol. 2: Constantine to the Crusades (1935 i moltes altres edicions)
- Byzantium and the Arabs, Vol. 1: Political relations between Byzantines and Arabs during the Amorian Dynasty (1900 en rus, 1935 i 1950 en francès com a Byzance et les Arabes, Tome I: La Dynastie d'Amorium (820–867))
- Byzantium and the Arabs, Vol. 2: Political relations between Byzantines and Arabs during the Macedonian Dynasty (1900 en rus, 1935 i 1950/1968 en francès com a Byzance et les Arabes, Tome II: La dynastie macédonienne (867–959), en dues parts)
- The Goths in the Crimea (1936)
- "The Opening Stages of the Anglo-Saxon Immigration to Byzantium in the Eleventh Century" in Seminarium Kondakovianum (1937)
- The Russian Attack on Constantinople in 860 (1946)
- The 'Life' of St. Peter of Argos and its Historical Significance (1947)
- The monument of Porphyrius in the Hippodrome at Constantinople (1948, 1967)
- Imperial Porphyry Sarcophagi in Constantinople (1949)
- "The Historical Significance Of the Mosaic of Saint Demetrius at Sassoferrato", Dumbarton Oaks Papers, 5 (1950) pàg. 29-39
- Justin, the First: An Introduction to the Epoch of Justinian the Great (1950)
- The Second Russian Attack on Constantinople (1951, 1967)
- Hugh Capet Of France And Byzantium (1951)
- The Iconoclastic Edict of the Caliph Yazid II, A. D. 721 (1956, 1967)
- A Survey of Works on Byzantine History
- The Life of St. Theodore of Edessa
- Medieval Ideas of the End of the World: West and East
- Prester John and Russia (1996, ed. W. F. Ryan)